# Chiesa di San Vittore (Villa Cortese)
La chiesa di San Vittore di Villa Cortese è il principale luogo di culto del piccolo comune della città metropolitana di Milano, intitolato a San Vittore il Moro, patrono della città.

## Architettura
L'edificio, realizzato a partire dal 1910 su progetto dell'ingegner Malinverni, si presenta in stile neogotico lombardo. L'interno è suddiviso in tre navate con volte a crociera, suddivisione ben visibile anche sulla facciata tripartita. La pianta presenta anche transetto e presbiterio e nel suo complesso è lunga quasi 50 metri e larga 20.
In facciata si trovano tre portali leggermente strombati all'interno dei quali, sopra le porte d'ingresso, si trovano dei bassorilievi: quello centrale, più grande rispetto agli altri due, è raffigurato San Vittore a cavallo. Sul bassorilievo di destra si trova l'Annunciazione, mentre su quello a sinistra la Madonna con Bambino. Sopra ai tre portali si trovano altrettanti rosoni, di cui quello centrale di dimensioni maggiori rispetto a quelli in corrispondenza delle navate laterali.
Al culmine dei quattro pilastri che scandiscono verticalmente la facciata sono presenti dei bassorilievi raffiguranti, in ordine da sinistra a destra, gli evangelisti Luca (un bue alato), Matteo (un uomo alato), Giovanni (un'aquila) e Marco (un leone alato).
L'organo a canne venne realizzato nel 2000 dai fratelli Ruffatti; esso è collocato in tre corpi sopraelevati: due simmetrici ai lati dell'altare (con Trombe orizzontali) e uno nell'abside, alle spalle dell'altare maggiore. Lo strumento dispone di 40 registri per un totale di 2521 canne. La consolle, in stile americano, dispone di 3 tastiere e pedaliera concavo-radiale ed è situata a pavimento nell'abside.